# The Jaws of Life
The Jaws of Life é o quinto álbum de estúdio da banda de rock americana Pierce the Veil, lançado em 10 de fevereiro de 2023. Este é o primeiro álbum em sete anos, o primeiro da banda a ter uma faixa-título e o primeiro sem a participação do baterista Mike Fuentes. O grupo se separou de Mike em 2017, após alegações de má conduta sexual. The Jaws of Life foi produzido por Paul Meany e a bateria foi tocada por Brad Hargreaves do Third Eye Blind.
O primeiro single, "Pass the Nirvana", foi lançado em 1º de setembro de 2022, marcando o primeiro material inédito da banda desde o álbum Misadventures (2016). The Jaws of Life foi anunciado em 11 de novembro de 2022, junto com o lançamento de um segundo single, "Emergency Contact". Já terceiro e último single, "Even When I'm Not With You", foi lançado em 12 de janeiro de 2023.

## Visão geral e produção
Em 2016, Pierce the Veil lançou seu quarto álbum Misadventures, com aclamação da crítica. A banda fez uma turnê de divulgação do álbum de junho de 2016 até maio de 2017. Em novembro de 2017, duas mulheres se apresentaram no Twitter detalhando alegações de má conduta sexual contra o baterista Mike Fuentes, incluindo estupro estatutário e solicitação de fotos nuas de uma menor de idade. Algum tempo depois destas alegações, a banda anunciou que Fuentes se afastaria da banda por tempo indeterminado. Em abril de 2020, a banda compartilhou uma apresentação caseira de sua música "Hold On Till May" em seu canal no YouTube, apresentando Mike Fuentes ao lado dos outros membros da banda. Isso gerou alguma controvérsia nas redes sociais, bem como confusão sobre se Fuentes havia sido reintegrado ou não como membro da banda. O vocalista e guitarrista Vic Fuentes posteriormente esclareceu que Mike já não fazia parte da banda desde 2017 e que não faria parte do próximo álbum.
A banda começou a trabalhar em The Jaws of Life já em 2018, com Vic Fuentes provocando novos materiais nas redes sociais. Vic Fuentes passou um breve período morando com o vocalista e baixista do MxPx Mike Herrera durante a produção do álbum. Partes do álbum, incluindo o single "Emergency Contact", foram escritas no estúdio caseiro de Herrera em Seattle. O disco foi produzido por Paul Meany e mixado por Adam Hawkins.

## Composição
O álbum apresenta colaborações com Brad Hargreaves do Third Eye Blind, que apoiou como baterista, e com Chloe Moriondo, fornecendo vocais de apoio na última faixa "12 Fractures". Diz-se que o álbum tem um som mais "melódico e íntimo" do que os discos anteriores, ao mesmo tempo em que recebe influência de bandas grunge dos anos 90.
Sobre o título do álbum, o vocalista Vic Fuentes observou: "resumindo, é apenas sobre como a vida pode tentar cravar seus dentes em você e devorá-lo e tentar encontrar uma saída para isso. Acho que este álbum representa sair desse aperto e ver a luz novamente e romper com isso."

## Turnê
Em 23 janeiro de 2023 divulgaram as datas para a turnê de promoção ao álbum na Europa e Reino Unido, que começará em 2024. No dia 1 de fevereiro, foi anunciada uma turnê na América do Sul e México em 2023. Eles tocaram no Brasil na cidade de São Paulo no dia 9 de abril.

## Recepção
| Críticas profissionais | Críticas profissionais |
| Avaliações da crítica  | Avaliações da crítica  |
| Fonte                  | Avaliação              |
| ---------------------- | ---------------------- |
| Kerrang!               | [ 6 ]                  |

Em crítica ao álbum, a Kerrang! comentou: "Cada experimento [música] ainda consegue parecer totalmente genuíno. Desta vez, eles são mais corajosos, mais diretos e mais maduros e, ao fazer isso, eles se prepararam para o futuro." A revista adicionou "Death of an Executioner" em sexto lugar nas melhores músicas da semana de lançamento de The Jaws of Life.

## Faixas
| N.º            | Título                              | Duração |  |
| 1.             | "Death of an Executioner"           | 4:27    |  |
| 2.             | "Pass the Nirvana"                  | 3:17    |  |
| 3.             | "Even When I'm Not With You"        | 2:54    |  |
| 4.             | "Emergency Contact"                 | 4:00    |  |
| 5.             | "Flawless Execution"                | 4:00    |  |
| 6.             | "The Jaws of Life"                  | 3:42    |  |
| 7.             | "Damn the Man, Save the Empire"     | 3:57    |  |
| 8.             | "Resilience"                        | 3:40    |  |
| 9.             | "Irrational Fears (Interlude)"      | 0:21    |  |
| 10.            | "Shared Trauma"                     | 4:13    |  |
| 11.            | "So Far So Fake"                    | 3:56    |  |
| 12.            | "12 Fractures" (com Chloe Moriondo) | 3:01    |  |
| Duração total: | Duração total:                      | 41:31   |  |

## Ficha técnica
Créditos adaptados do encarte de The Jaws of Life.
- Vic Fuentes – vocais, guitarra rítmica
- Tony Perry – guitarra solo
- Jaime Preciado – baixo

Músicos suporte
- Brad Hargreaves – bateria
- Chloe Moriondo – vocais (em "12 Fractures")
- Leila Birch – voz (em "Irrational Fears")
- Paul Meany – teclado, percussão

Produção
- Paul Meany – produção, produção de gravação, engenharia
- Ted Jensen – masterização
- Adam Hawkins – mixagem
- David Garcia Marino – edição, assistente de engenharia
- Henry Lunetta – assistente de mixagem
- Steven Williamson – assistente de mixagem
- Adam Keil – assistente de engenharia
- Crispin Schroeder – assistente de engenharia
- Colin Holbrook – produção musical ("Death of an Executioner")
- David Dahlquist – produção musical ("Pass the Nirvana")
- Pat Morrissey – produção musical ("Pass the Nirvana")
- Steve Solomon – produção musical ("So Far So Fake")
- Colin Brittain – engenharia ("Resilience")